# Microsoft Academic Search
Microsoft Academic Search — вільна доступна пошукова система для наукових публікацій, створена Microsoft Research з метою дослідження алгоритмів при вертикальному пошуку, отримання даних, пов'язування посилань, та візуалізацію даних. Не зважаючи на свою функціональність служба не була призначена для того, аби бути повноцінною вебсторінкою, та буде переведена в стан "офф-лайн" як тільки дослідницька мета проекту буде досягнута.
База даних містить бібліографічну інформацію (бібліографічні метадані) для наукових публікацій опублікованих в журналах, збірниках матеріалів конференцій, та цитування між публікаціями. На лютий 2014 року було проіндексовано понад 39,9 мільйонів публікацій та 19,9 мільйонів авторів.